# Monrós

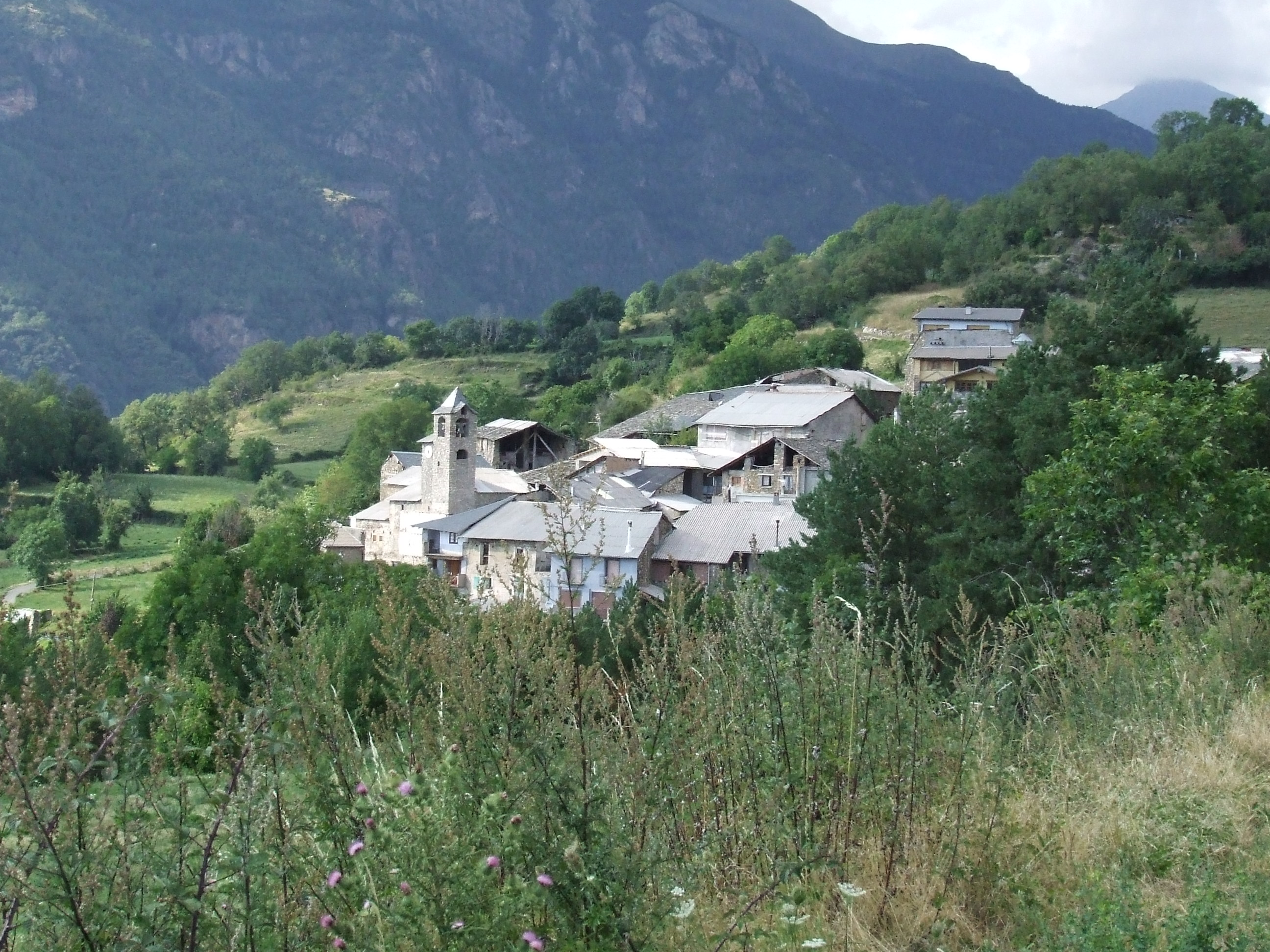
vista de la población de Monrós.

Monrós (en catalán Mont-ros) es un pueblo del municipio de Torre de Capdella, en el Pallars Jussá en la provincia de Lérida, era cabeza de municipio hasta el año 1970. Es uno de los tres pueblos de la Coma, junto con Pauls de Flamisell y Pobellà.
El pueblo está situado en la parte central del municipio, en una cuesta en la parte de levante del término, está casi a 2,5 km al sursureste de Torre de Capdella. La iglesia del pueblo es parroquial, y está dedicada a Santa María de Monrós, o la Virgen del Boix.
Cerca del pueblo, al noroeste, hay, además, la ermita románica en ruinas de San Esteban de Monrós. Un poco más alejada se encuentra la ermita de San Marcos, al otro lado del barranco que discurre por debajo de Monrós, está más cerca de Pobellà, pero pertenece a Monrós. Ha sido reconstruida a finales del siglo XX.
Mont-ros había sido un pueblo con murallas; conserva varios de los portales del recinto amurallado, así como un antiguo camino de ronda interior, actualmente una de sus calles. La parte alta del pueblo debía formar un segundo recinto amurallado, aún reconocible en el trazado de sus calles.

## Etimología
El topónimo Monrós (Mont-ros) es, simplemente, la montaña (Mont) rojiza (ros), del latín monte Russus, como establece Joan Coromines (op. cit.). Se trata, por tanto, de un topónimo claramente de carácter descriptivo.

## Historia
Con el nombre de Monteroso, este lugar aparece ya en 1072, pero un castro de Torezan, que podría ser este mismo, está documentado en 1064. A pesar de la clara documentación de este castillo y el papel que jugó a lo largo de la Edad Media, se conserva perfectamente el trazado de núcleo amurallado, con puertas, e incluso una torre de muralla en el extremo suroeste.
La iglesia está documentada desde el 1314, aunque el lugar ya lo estaba desde el 1117. Santa María de Mont-ros fue parroquial, integrada en el Decanato de Tremp. Tenía como posesiones las iglesias de Molinos, Paúls de Flamisell y Pobellá. En 1904 pasaron a integrar el arciprestazgo de Gerri de la Sal. En la actualidad es el centro de una agrupación de parroquias.

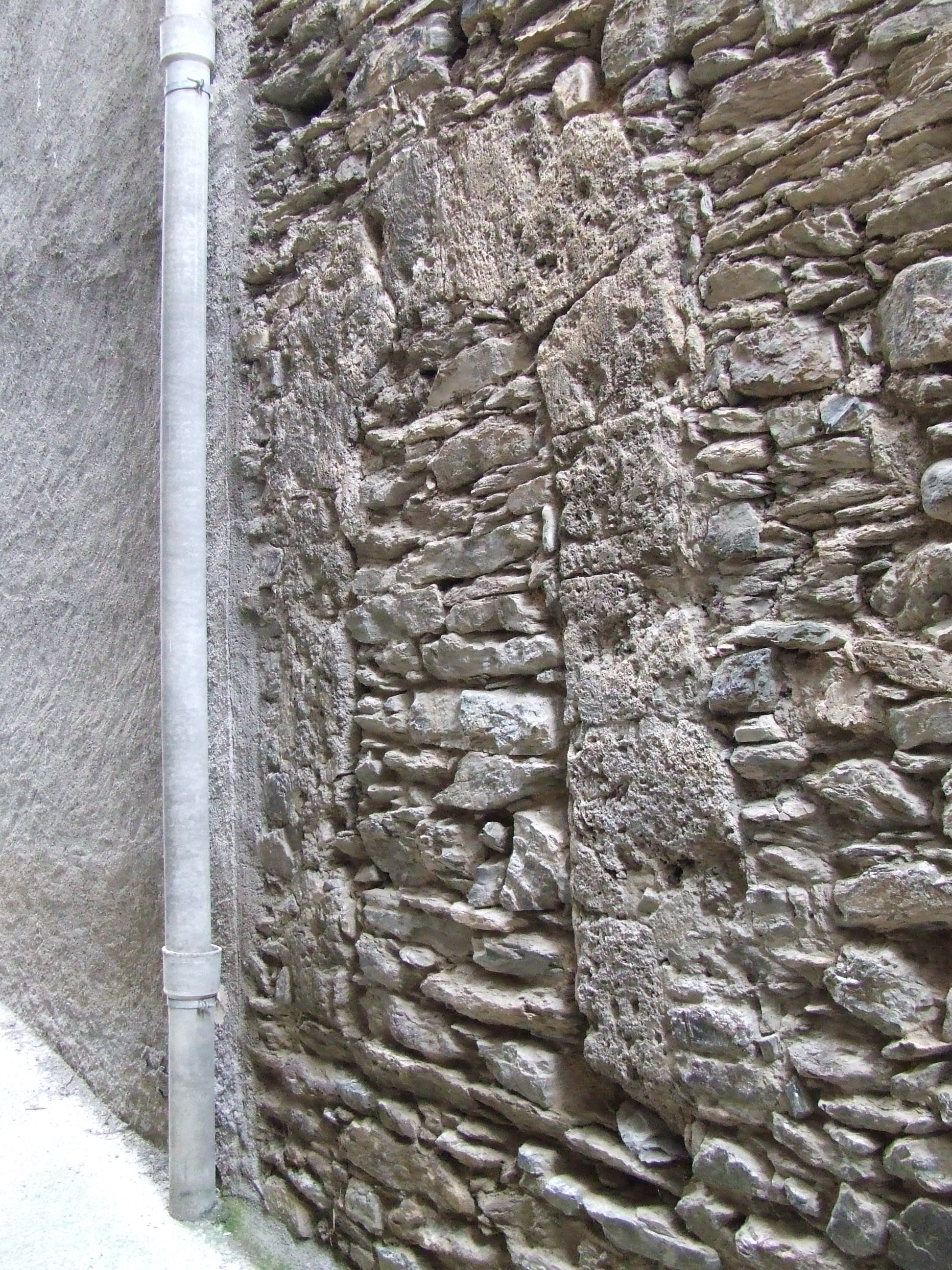
Puerta medieval en la calle principal de Monrós.

## Geografía humana

### Demografía
| Gráfica de evolución demográfica de Monrós entre 1842 y 1960 |
| |
| Población de derecho según los censos de población del INE Población de hecho según los censos de población del INEEntre el censo de 1857 y el anterior, crece el término del municipio porque incorpora a 255186 (Gramenet), 255280 (Pauls), 255292 (Povellá) Entre el censo de 1970 y el anterior, este municipio desaparece porque se integra en el municipio 25227 (Torre de Capdellá) |

En 1718 constan en Mont-ros 89 habitantes, y en 1831, 181. En este último año Mont-ros pertenecía al marqués del Pallars. Pascual Madoz incluye Monros en su Diccionario geográfico ... de 1845. Dice que el pueblo:

está en un llano, combatido por los vientos del norte. El clima es benigno, pero propenso a provocar enfermedades de inflamaciones. 13 casas de mala construcción formaban el pueblo, y había escuela de primeras letras, con 30 alumnos. También había iglesia parroquial. (Madoz cita diferentes fuentes que abastecen la población)... tres ermitas (Santa Lucía, San Marcos y San Quirico), y una mina de plata que ya no se explota. El terreno es de secano, de mala calidad. Hay prados artificiales y naturales. Se producía trigo, centeno, patatas, legumbres y algo de fruta y hortalizas. De ganado, había vacas, mulas y ovejas. Se cazaban perdices y conejos, y se pescaban truchas. Formaban la población 11 vecinos (cabezas de familia) y 117 almas (habitantes).

Según Ceferí Rocafort (op. cit.), Hacia el 1915 el pueblo de Monrós tenía 69 edificios, con 140 habitantes, y tenía un molino harinero. En el censo de 1970 consta con 60 habitantes, y en 1981, con 36. En 2005 tiene 47, lo que supone una ligera remontada, como otros pueblos del valle.

## Fiestas y tradiciones
La Coma de Monrós es de los lugares que aparecen mencionados en las conocidas coplas de Payrot, hechas por un mendigo nacido en la Rúa a mediados del siglo XIX. Decía, en el trozo dedicado a la Coma de Monrós:

Todo el Valle de Cabdella

y en La Coma de Mont-ros,

allá en el Solà de Bellera

Payrot no tiene gran reposo.

Y paso hacia la arena,

la digo, digo, digo,

y pasa hacia la arena,

allí está con la demás gente.
Payrot, Cobles

Jaume Arnella, también dedica una mención en Mont-ros en su Romance de la Vall Fosca, romance tradicional de nueva creación. 